# Хьюстон, Анжелика
Анже́лика Хью́стон (англ. Anjelica Huston; род. 8 июля 1951) — американская актриса и режиссёр. Обладательница премий «Оскар» и «Золотой глобус», а также номинантка на BAFTA и «Эмми».

## Биография
Хьюстон родилась в Санта-Монике, Калифорния, в семье режиссёра Джона Хьюстона и примы-балерины Энрики Сомы, которая была итало-американкой. Её дед, Уолтер Хьюстон, также был актёром. У Хьюстон есть старший брат Тони, сводный брат Дэнни и сводная сестра Аллегра. Её детство прошло в Ирландии и Англии, где она обучалась в престижной школе-интернате для девочек в Коннемаре, а также в школе Холланд-Парк.
В 1969 году Анжелика впервые появилась в кино, снявшись в двух картинах своего отца. В этом же году в автокатастрофе погибла её мать, Энрика Сома. Спустя несколько лет Анжелика переехала в США, где занялась успешной модельной карьерой. В начале 1980-х годов она вновь начала сниматься в кино в небольших ролях. Среди наиболее известных фильмов того периода с участием Анжелики стал «Почтальон всегда звонит дважды» (1981), где главные роли исполняли Джек Николсон и Джессика Лэнг.
После ряда небольших ролей в кино и на телевидении в 1985 году Анжелика исполнила крупную роль в фильме её отца «Честь семьи Прицци». Роль Мэйроуз Прицци принесла ей премию «Оскар», как «Лучшей актрисе второго плана», сделав её третьей в семье обладательницей этой премии, после отца, Джона Хьюстона, и деда, Уолтера Хьюстона. В 1987 году Анжелика вновь снялась в фильме отца «Мёртвые», за роль в котором она получила награду «Независимый дух». Это фильм стал последним в карьере Джона Хьюстона, прежде чем он умер от эмфиземы в том же году.
Анжелика ещё дважды номинировалась на «Оскар»: в 1990 году за роль в фильме «Враги. История любви» и 1991 году за роль в «Кидалах». В этом же году она исполнила одну из самых своих известных ролей — Мортишу Аддамс в фильме «Семейка Аддамс», а спустя два года вновь сыграла её в продолжении фильма. Анжелика шесть раз номинировалась на «Эмми» за свои роли на телевидении. В 2005 году она стала обладательницей «Золотого глобуса» за роль Кэрри в телевизионном фильме «Ангелы с железными зубами».
В 2019 году в российский прокат вышла анимационная комедия «Стражи Арктики», в оригинальной версии которой Анжелика озвучила Магду.
После многих ролей в кино и на телевидении в середине 1990-х годов Анжелика занялась режиссурой. Её первый фильм, «Ублюдок из Каролины», вышел на экраны в 1996 году. Позже она сняла ещё два фильма — «Агнес Браун» (1999) и «Поездки с сестричкой» (2005).

## Личная жизнь
В изданной в 2014 году книге A Story Lately Told Хьюстон упоминает, что в юности встречалась с актёром Джеймсом Фоксом. В конце 1960-х годов она состояла в отношениях с фотографом Бобом Ричардсоном, который был старше её на 23 года. Также на протяжении более 16 лет (с 1973 по 1990 год) Анжелика жила с Джеком Николсоном, с которым рассталась, узнав из СМИ, что у него родился ребёнок от актрисы и модели Ребекки Бруссар. Во время размолвки с Николсоном в конце 70-х у Хьюстон был роман с артистом Райаном О’Нилом, завершившийся, по её словам, после того, как он несколько раз её ударил.
В 1992 году она вышла замуж за скульптора Роберта Грэма. Вместе они проживали в Венеции, штат Калифорния, вплоть до смерти Грэма в 2008 году. Детей у супружеской пары не было.

## Фильмография

### Кино
| Год  | Название на русском                            | Оригинальное название                          | Роль                                  | Примечания                            |
| ---- | ---------------------------------------------- | ---------------------------------------------- | ------------------------------------- | ------------------------------------- |
| 1967 | Казино «Рояль»                                 | Casino Royale                                  | агент                                 | не указана в титрах                   |
| 1969 | Грешный Дэви                                   | Sinful Davey                                   | н/д                                   | не указана в титрах                   |
| 1969 | Прогулка с любовью и смертью                   | A Walk with Love and Death                     | Клодия                                |                                       |
| 1969 | Гамлет                                         | Hamlet                                         | придворная дама                       |                                       |
| 1975 | Пролетая над гнездом кукушки                   | One Flew Over the Cuckoo’s Nest                | женщина в толпе на пирсе              | не указана в титрах                   |
| 1976 | Головорез                                      | Swashbuckler                                   | женщина с вечерним макияжем           |                                       |
| 1976 | Последний магнат                               | The Last Tycoon                                | Эдна                                  |                                       |
| 1981 | Почтальон всегда звонит дважды                 | The Postman Always Rings Twice                 | Мэдж                                  |                                       |
| 1982 | Фрэнсис                                        | Frances                                        | пациент психиатрической клиники       |                                       |
| 1983 | Роза для Эмили                                 | A Rose for Emily                               | мисс Эмили Грирсон                    | короткометражный фильм                |
| 1984 | Это — Spinal Tap                               | This Is Spinal Tap                             | Полли Дойч                            |                                       |
| 1984 | Ледяные пираты                                 | The Ice Pirates                                | Мейда                                 |                                       |
| 1985 | Честь семьи Прицци                             | Prizzi’s Honor                                 | Мэйроуз Прицци                        |                                       |
| 1986 | Можно приступать                               | Good to Go                                     | Шарлеман                              |                                       |
| 1986 | Капитан Ио                                     | Captain EO                                     | верховный лидер                       | короткометражный фильм                |
| 1986 | —                                              | Captain EO Promo & Pre-show                    | верховный лидер                       | короткометражный фильм                |
| 1987 | Сады камней                                    | Gardens Of Stone                               | Саманта Дэвис                         |                                       |
| 1987 | Мёртвые                                        | The Dead                                       | Гретта Конрой                         |                                       |
| 1988 | Пригоршня праха                                | A Handful of Dust                              | миссис Раттери                        |                                       |
| 1988 | Мистер Норт                                    | Mr. North                                      | Персис Босуорт-Теннисон               |                                       |
| 1989 | Преступления и проступки                       | Crimes and Misdemeanors                        | Долорес Пейли                         |                                       |
| 1989 | Враги. История любви                           | Enemies. A Love Story                          | Тамара                                |                                       |
| 1990 | Ведьмы                                         | The Witches                                    | мисс Эрнст / Великая Верховная Ведьма |                                       |
| 1990 | Кидалы                                         | The Grifters                                   | Лилли Дилон                           |                                       |
| 1991 | Семейка Аддамс                                 | The Addams Family                              | Мортиша Аддамс                        |                                       |
| 1992 | Игрок                                          | The Player                                     | в роли самой себя                     |                                       |
| 1993 | Загадочное убийство в Манхэттене               | Manhattan Murder Mystery                       | Марша Фокс                            |                                       |
| 1993 | Семейные ценности Аддамсов                     | Addams Family Values                           | Мортиша Аддамс                        |                                       |
| 1995 | Семья Перес                                    | The Perez Family                               | Кармела Перес                         |                                       |
| 1995 | Постовой на перекрёстке                        | The Crossing Guard                             | Мэри                                  |                                       |
| 1998 | Баффало-66                                     | Buffalo '66                                    | Джен Браун                            |                                       |
| 1998 | Феникс                                         | Phoenix                                        | Лейла                                 |                                       |
| 1998 | История вечной любви                           | Ever After: A Cinderella Story                 | баронесса Родмила Де Гент             |                                       |
| 1999 | Агнес Браун                                    | Agnes Browne                                   | Агнес Браун                           |                                       |
| 1999 | Клеопатра: Первая женщина власти               | Cleopatra: The First Woman of Power            | рассказчица                           | документальный фильм                  |
| 2000 | Золотая чаша                                   | The Golden Bowl                                | Фанни Ассингэм                        |                                       |
| 2001 | Побег с Елисейских полей                       | The Man from Elysian Fields                    | Дженнифер Адлер                       |                                       |
| 2001 | Семейка Тененбаум                              | The Royal Tenenbaums                           | Этелина Тененбаум                     |                                       |
| 2002 | Кровавая работа                                | Blood Work                                     | доктор Бонни Фокс                     |                                       |
| 2002 | Барби и дракон                                 | Barbie as Rapunzel                             | Готел                                 | мультфильм; озвучка                   |
| 2003 | Дежурный папа                                  | Daddy Day Care                                 | мисс Гвинет Хэрридан                  |                                       |
| 2003 | Каена: Пророчество                             | Kaena: La prophétie                            | королева селенитов                    | мультфильм; озвучка английской версии |
| 2004 | Водная жизнь Стива Зиссу                       | The Life Aquatic with Steve Zissou             | Элеонор Зиссу                         |                                       |
| 2005 | Эти глупые вещи                                | These Foolish Things                           | Лотти Осгуд                           |                                       |
| 2006 | Реклама для гения                              | Art School Confidential                        | учитель истории искусства             |                                       |
| 2006 | Реальные девчонки                              | Material Girls                                 | Фабиелла                              |                                       |
| 2006 | Водопад Ангела                                 | Seraphim Falls                                 | мадам Луиз                            |                                       |
| 2007 | —                                              | The Irish Country House                        | рассказчица                           | сразу на видео                        |
| 2007 | Поезд на Дарджилинг. Отчаянные путешественники | The Darjeeling Limited                         | Патриция                              |                                       |
| 2007 | Дитя с Марса                                   | Martian Child                                  | Тина                                  |                                       |
| 2008 | Удушье                                         | Choke                                          | Айда Манчини                          |                                       |
| 2008 | Крейцерова соната                              | The Kreutzer Sonata                            | Элинор / сестра Эдгара                |                                       |
| 2008 | Феи                                            | Tinker Bell                                    | королева Клэрион                      | мультфильм; озвучка                   |
| 2008 | Дух живого леса                                | Espíritu del bosque                            | миссис Д’Абондо                       | мультфильм; озвучка                   |
| 2009 | Феи: Потерянное сокровище                      | Tinker Bell and the Lost Treasure              | королева Клэрион                      | мультфильм; озвучка                   |
| 2010 | Однажды в Риме                                 | When in Rome                                   | Селест                                |                                       |
| 2010 | Кошачья жизнь                                  | Une vie de chat                                | Клодин                                | мультфильм; озвучка английской версии |
| 2011 | Ужасный Генри                                  | Horrid Henry: The Movie                        | мисс Баттлакс                         |                                       |
| 2011 | Жизнь прекрасна                                | 50/50                                          | Дайан                                 |                                       |
| 2011 | Большой год                                    | The Big Year                                   | Энни Оклет                            |                                       |
| 2012 | Феи: Тайна зимнего леса                        | Secret of the Wings                            | королева Клэрион                      | мультфильм; озвучка                   |
| 2014 | Феи: Загадка пиратского острова                | The Pirate Fairy                               | королева Клэрион                      | мультфильм; озвучка                   |
| 2014 | Феи: Легенда о чудовище                        | Legend of NeverBeast                           | королева Клэрион                      | мультфильм; озвучка                   |
| 2014 | —                                              | James McNeill Whistler and the Case for Beauty | рассказчица                           | озвучка                               |
| 2016 | Мастер очистки                                 | The Master Cleanse                             | Лили                                  |                                       |
| 2017 | Улица жажды                                    | Thirst Street                                  | рассказчица                           | озвучка                               |
| 2017 | —                                              | Trouble                                        | Мэгги                                 | озвучка                               |
| 2018 | Остров собак                                   | Isle of Dogs                                   | немой пудель                          | мультфильм; озвучка                   |
| 2019 | Джон Уик 3                                     | John Wick: Chapter 3 — Parabellum              | Директор                              |                                       |
| 2019 | Стражи Арктики                                 | Arctic Justice                                 | Магда                                 | мультфильм; озвучка                   |
| 2020 | В ожидании Ани                                 | Waiting for Anya                               | вдова Хоркада                         |                                       |
| 2021 | Французский вестник                            | The French Dispatch                            | рассказчица                           |                                       |
| 2025 | Балерина                                       | Ballerina                                      | Директор                              |                                       |

### Телевидение
| Год       | Название на русском                  | Оригинальное название          | Роль                       | Примечания                        |
| --------- | ------------------------------------ | ------------------------------ | -------------------------- | --------------------------------- |
| 1982      | —                                    | The Comic Book Kids            | принцесса                  | телесериал                        |
| 1982—1983 | Лаверна и Ширли                      | Laverne & Shirley              | мисс Пэрис / Джеральдин    | телесериал; 2 эпизода             |
| 1983—1984 | Театр волшебных историй              | Faerie Tale Theatre            | Маргарит / Примроуз        | телесериал; 2 эпизода             |
| 1984      | Ковбой и балерина                    | The Cowboy and the Ballerina   | н/д                        | телефильм                         |
| 1989      | Одинокий голубь                      | Lonesome Dove                  | Клара Аллен                | мини-сериал; основная роль        |
| 1993      | Театр воспоминаний                   | Family Pictures                | Лейни Эберлин              | мини-сериал; основная роль        |
| 1993      | Затянувшаяся музыка                  | And The Band Played On         | доктор Бетси Райс          | телефильм                         |
| 1995      | Девушки с Дикого Запада              | Buffalo Girls                  | Бедовая Джейн              | мини-сериал                       |
| 2001      | Туманы Авалона                       | The Mists of Avalon            | Вивианн                    | мини-сериал; 2 эпизода            |
| 2004      | Ангелы с железными зубами            | Iron Jawed Angels              | Керри Чепман Кэтт          | телефильм                         |
| 2006      | Прикрытие-Один: Фактор Аида          | Covert One: The Hades Factor   | президент                  | мини-сериал; 2 эпизода            |
| 2006      | Доктор Хафф                          | Huff                           | доктор Лина Маркова        | телесериал; 4 эпизода             |
| 2008—2011 | Медиум                               | Medium                         | Синтия Кинер               | телесериал; 8 эпизодов            |
| 2011      | Американский папаша!                 | American Dad!                  | суперинтендант Эллен Риггс | мультсериал; 2 эпизода; озвучка   |
| 2011      | Турнир долины фей                    | Pixie Hollow Games             | королева Клэрион           | телевизионный мультфильм; озвучка |
| 2012—2013 | Смэш                                 | Smash                          | Айлин Рэнд                 | телесериал; основная роль         |
| 2013      | Феи: Спорт и торт                    | Pixie Hollow Bake Off          | королева Клэрион           | телевизионный мультфильм; озвучка |
| 2014—2020 | Конь БоДжек                          | BoJack Horseman                | Анжела Диас                | мультсериал; 2 эпизода; озвучка   |
| 2015—2017 | Очевидное                            | Transparent                    | Вики                       | телесериал; 7 эпизодов            |
| 2016—2017 | Да здравствует король Джулиан        | All Hail King Julien           | Джульен                    | мультсериал; 7 эпизодов; озвучка  |
| 2016—2018 | Охотники на троллей: Истории Аркадии | Trollhunters: Tales of Arcadia | королева Усурна            | мультсериал; 15 эпизодов; озвучка |
| 2017      | Лесной наблюдатель                   | The Watcher in the Woods       | мисс Эйлвуд                | телефильм                         |
| 2018      | Энджи Трайбека                       | Angie Tribeca                  | Анна Саммор                | эпизод: Just the Fat, Ma’am       |
| TBA       | По направлению к нулю                | Towards Zero                   | Камилла, леди Трессилиан   | телесериал                        |

## Награды и номинации
| Награда                        | Год  | Категория                                                                    | Название работы                  | Результат |
| ------------------------------ | ---- | ---------------------------------------------------------------------------- | -------------------------------- | --------- |
| Оскар                          | 1986 | Лучшая женская роль второго плана                                            | Честь семьи Прицци               | Победа    |
| Оскар                          | 1990 | Лучшая женская роль второго плана                                            | Враги. История любви             | Номинация |
| Оскар                          | 1991 | Лучшая женская роль                                                          | Кидалы                           | Номинация |
| Золотой глобус                 | 1986 | Лучшая женская роль второго плана в кинофильме                               | Честь семьи Прицци               | Номинация |
| Золотой глобус                 | 1990 | Лучшая женская роль второго плана в мини-сериале, телесериале или телефильме | Одинокий голубь                  | Номинация |
| Золотой глобус                 | 1991 | Лучшая женская роль в драматическом фильме                                   | Кидалы                           | Номинация |
| Золотой глобус                 | 1992 | Лучшая женская роль в комедийном фильме или мюзикле                          | Семейка Аддамс                   | Номинация |
| Золотой глобус                 | 1994 | Лучшая женская роль в комедийном фильме или мюзикле                          | Семейные ценности Аддамсов       | Номинация |
| Золотой глобус                 | 1994 | Лучшая женская роль в мини-сериале или телефильме                            | Театр воспоминаний               | Номинация |
| Золотой глобус                 | 1996 | Лучшая женская роль второго плана в кинофильме                               | Постовой на перекрёстке          | Номинация |
| Золотой глобус                 | 2005 | Лучшая женская роль второго плана в мини-сериале, телесериале или телефильме | Ангелы с железными зубами        | Победа    |
| Эмми                           | 1989 | Лучшая женская роль в мини-сериале или телефильме                            | Одинокий голубь                  | Номинация |
| Эмми                           | 1995 | Лучшая женская роль в мини-сериале или телефильме                            | Девушки с Дикого Запада          | Номинация |
| Эмми                           | 1997 | Лучшая режиссура мини-сериала, фильма или драматической программы            | Ублюдок из Каролины              | Номинация |
| Эмми                           | 2002 | Лучшая женская роль второго плана в мини-сериале или телефильме              | Туманы Авалона                   | Номинация |
| Эмми                           | 2004 | Лучшая женская роль второго плана в мини-сериале или телефильме              | Ангелы с железными зубами        | Номинация |
| Эмми                           | 2008 | Лучшая приглашённая актриса в драматическом телесериале                      | Медиум                           | Номинация |
| BAFTA                          | 1986 | Лучшая женская роль второго плана                                            | Честь семьи Прицци               | Номинация |
| BAFTA                          | 1991 | Лучшая женская роль второго плана                                            | Преступления и проступки         | Номинация |
| BAFTA                          | 1995 | Лучшая женская роль второго плана                                            | Загадочное убийство в Манхэттене | Номинация |
| Независимый дух                | 1988 | Лучшая женская роль второго плана                                            | Мёртвые                          | Победа    |
| Независимый дух                | 1991 | Лучшая женская роль                                                          | Кидалы                           | Победа    |
| Независимый дух                | 2012 | Лучшая женская роль второго плана                                            | Жизнь прекрасна                  | Номинация |
| Премия Гильдии киноактёров США | 1996 | Лучшая женская роль в телефильме или мини-сериале                            | Девушки с Дикого Запада          | Номинация |
| Премия Гильдии киноактёров США | 1996 | Лучшая женская роль второго плана                                            | Постовой на перекрёстке          | Номинация |
| Премия Гильдии киноактёров США | 2002 | Лучшая женская роль в телефильме или мини-сериале                            | Туманы Авалона                   | Номинация |
| Спутник                        | 2001 | Лучшая женская роль второго плана в кинофильме                               | Семейка Тененбаум                | Номинация |
| Спутник                        | 2005 | Лучшая женская роль в мини-сериале, телесериале или телефильме               | Ангелы с железными зубами        | Победа    |
| Спутник                        | 2008 | Лучшая женская роль второго плана в кинофильме                               | Удушье                           | Номинация |
| Сатурн                         | 1991 | Лучшая киноактриса                                                           | Ведьмы                           | Номинация |
| Сатурн                         | 1994 | Лучшая киноактриса                                                           | Семейные ценности Аддамсов       | Номинация |
| Сатурн                         | 1999 | Лучшая киноактриса второго плана                                             | История вечной любви             | Номинация |